# Голям морелетник
Големият морелетник (Stercorarius pomarinus) е птица от семейство Чайкови. В България се срещат рядко по-скоро случайни екземпляри, и то по време на зимния прелет.

## Физически характеристики
Мъжкият морелетник е по-едър от женската. Главата и вратът са сивокафяви. Понякога около основата на клюна
има тесен бял кръг. Задната част на гърба е пепелявосива. Надопашието е бяло. Гушата, гърдите и предната
част на корема са сиви. Кормилните пера са сивокафяви с бели краища, които към външните пера стават все
по-широки, така че най-външните могат да бъдат съвсем бели. Около очите на птицата има червен пръстен.
Клюнът е сиворозов, често в областта на ноздрите жълтеникав.

## Разпространение
Разпространен е в Аляска, Канада, северната половина на САЩ. През есента отлита към южните области на САЩ, крайбрежията на Мексико и другите централноамерикански страни и дори и най-много в Южна Америка. Зимният ареал достига до Боливия, Аржентина, Бразилия и Чили. Непериодични отделни индивиди прекосяват Атлантическия океан и се появяват в Исландия, Ирландия, Великобритания, Германия, Холандия, Белгия, Испания, Швейцария, Турция.

## Начин на живот и хранене
Хранят се с червеи, дребни охлюви, но най-много с различни видове насекоми и техните ларви.

## Размножаване
Строи гнездо – трапчинка край бреговете на водоемите. През май женската снася 4 яйца. Период на инкубацията: 20–22 дни. След излюпването малките могат да плуват. За тях се грижат двамата родители.

## Допълнителни сведения
Големият морелетник е изключително рядка птица за цяла Европа. Като рядък посетител на България е необходимо да се опазва.